# Andreea Ogrăzeanu
Andreea Ogrăzeanu (ur. 24 marca 1990) – rumuńska lekkoatletka specjalizująca się w biegach sprinterskich.
Bez osiągnięć medalowych startowała na początku kariery w mistrzostwach świata juniorów młodszych w Marrakeszu (2005), mistrzostwach Europy juniorów w Hengelo (2007) oraz mistrzostwach świata juniorów w Bydgoszczy (2008). Na mistrzostwach Europy juniorów w 2009 zdobyła brąz w biegu na 100 i złoto w biegu na 200 metrów. Odpadała w eliminacjach mistrzostw Europy w 2010 i halowych mistrzostw Europy w 2011. Po złapaniu na dopingu Ukrainki Darii Piżankowej Rumunka zdobyła złoto w biegu na 100 metrów podczas młodzieżowych mistrzostw Europy w Ostrawie. Bez większych sukcesów startowała w 2011 także na uniwersjadzie i mistrzostwach świata. Sezon 2012 rozpoczęła od zdobycia w biegu na 60 metrów srebrnego medalu halowych mistrzostw Bałkanów. Uczestniczka igrzysk olimpijskich w Londynie. Złota medalistka halowych mistrzostw krajów bałkańskich z 2013. Podczas uniwersjady w tym samym roku zdobyła brąz w biegu na 100 oraz 200 metrów. Wicemistrzyni igrzysk frankofońskich w biegu na 100 metrów (2013). Uczestniczka mistrzostw Europy w Amsterdamie (2016), w których odpadła po eliminacjach biegu na 100 metrów.
Medalistka mistrzostw Rumunii oraz reprezentantka kraju w drużynowych mistrzostwach Europy, pucharze Europy i meczach międzypaństwowych.
Rekordy życiowe: bieg na 60 metrów (hala) – 7,36 (28 lutego 2011, Bukareszt); bieg na 100 metrów – 11,31 (31 maja 2014, Weinheim) / 11,29w (5 lipca 2012, Bukareszt); bieg na 200 metrów – 22,91 (29 czerwca 2013, Bukareszt), jest to rekord Rumunii juniorów.